# Stampare
Stamparea este operația de imprimare pe suprafața unui obiect de metal a unui profil sau desen prin deformare plastică cu ajutorul unui poanson și al unei matrițe (de exemplu stamparea monedelor, a medaliilor etc).